# Sydney Possuelo
Sydney Ferreira Possuelo (São Paulo, 19 de abril de 1940) é um indigenista, ativista social e etnógrafo brasileiro, considerado um especialista em relação aos povos indígenas isolados no Brasil.

## Biografia
Nascido em uma família de classe média de origem espanhola, Possuelo começou sua carreira ajudando os famosos irmãos Villas Boas com o seu trabalho entre os povos indígenas da região do Rio Xingu. Ele foi o homem que, nos anos 1980, mudou todo o conceito sobre a melhor maneira de proteger os índios brasileiros. Até então, toda a política da FUNAI era baseada no contato, seguindo os ensinamentos do marechal Cândido Rondon e dos irmãos Villas-Boas. Mais tarde, Possuelo tornar-se-ia o fundador da Coordenação Geral de Índios Isolados, o setor da FUNAI que é responsável por proteger as últimas tribos isoladas das doenças e da violência trazidas pela sociedade.
Foi presidente da FUNAI entre 1991 e 1993. Nesses dois anos, foi duplicada a área oficialmente demarcada de terras indígenas no Brasil.
Trabalhando nas áreas mais isoladas da região amazônica, Possuelo liderou muitas expedições e entrou em contato com tribos isoladas no Brasil, com o objetivo de protegê-las. Ele foi responsável, entre outros, pela restauração de contato pacífico com os índios Korubo, que já haviam matado alguns funcionários da FUNAI.
Por seus esforços, Possuelo recebeu muitos prêmios, incluindo prêmios da National Geographic Society, Bartolomeu de las Casas, em 1998, uma medalha de ouro da Royal Geographical Society, o título de "Herói do Planeta" pela Time Magazine Kids, bem como "herói do ano" de 2001 pela Organização das Nações Unidas.
Em novembro de 2005, organizou a primeira reunião internacional de especialistas sobre a proteção dos povos indígenas isolados. 
Até 24 de janeiro de 2006 ele foi chefe da Coordenação Geral de Índios Isolados da FUNAI, responsável pela proteção das terras e do estilo de vida de tribos isoladas. Dias antes, ele havia criticado o diretor da Funai Mércio Pereira Gomes, que sugerira que os índios brasileiros detinham terras em demasia. Possuelo comparou Gomes aos "fazendeiros, grileiros, garimpeiros e madeireiros". Logo depois, foi demitido do seu cargo.
Possuelo ainda continua os seus esforços na defesa de tribos isoladas através da ONG Instituto Brasileiro Indigenista.
Ele é o protagonista do livro The Unconquered: In Search of the Amazon's Last Uncontacted Tribes (publicado em português em 2013, pela editora Objetiva, com o título Além da Conquista), do jornalista Scott Wallace, colaborador da National Geographic, que relata a expedição de 76 dias, realizada em 2002, sob a liderança deste indigenista e sertanista brasileiro, com a finalidade de mapear os locais por onde os "flecheiros" transitavam, nas terras demarcadas do Vale do Javari (extremo oeste do Amazonas), para assim poder protegê-los e a seus territórios. Os "flecheiros", uma tribo isolada no Vale do Javari, são assim chamados por causa das flechas envenenadas que usam para expulsar aqueles que representem uma ameaça.

## Premiação
Medalha do Mérito Indigenista, honraria criada em 1972. Em março de 2022, Possuelo devolveu a sua medalha, recebida em 1987, em protesto contra o presidente Bolsonaro.